# Reiver Sanmartín

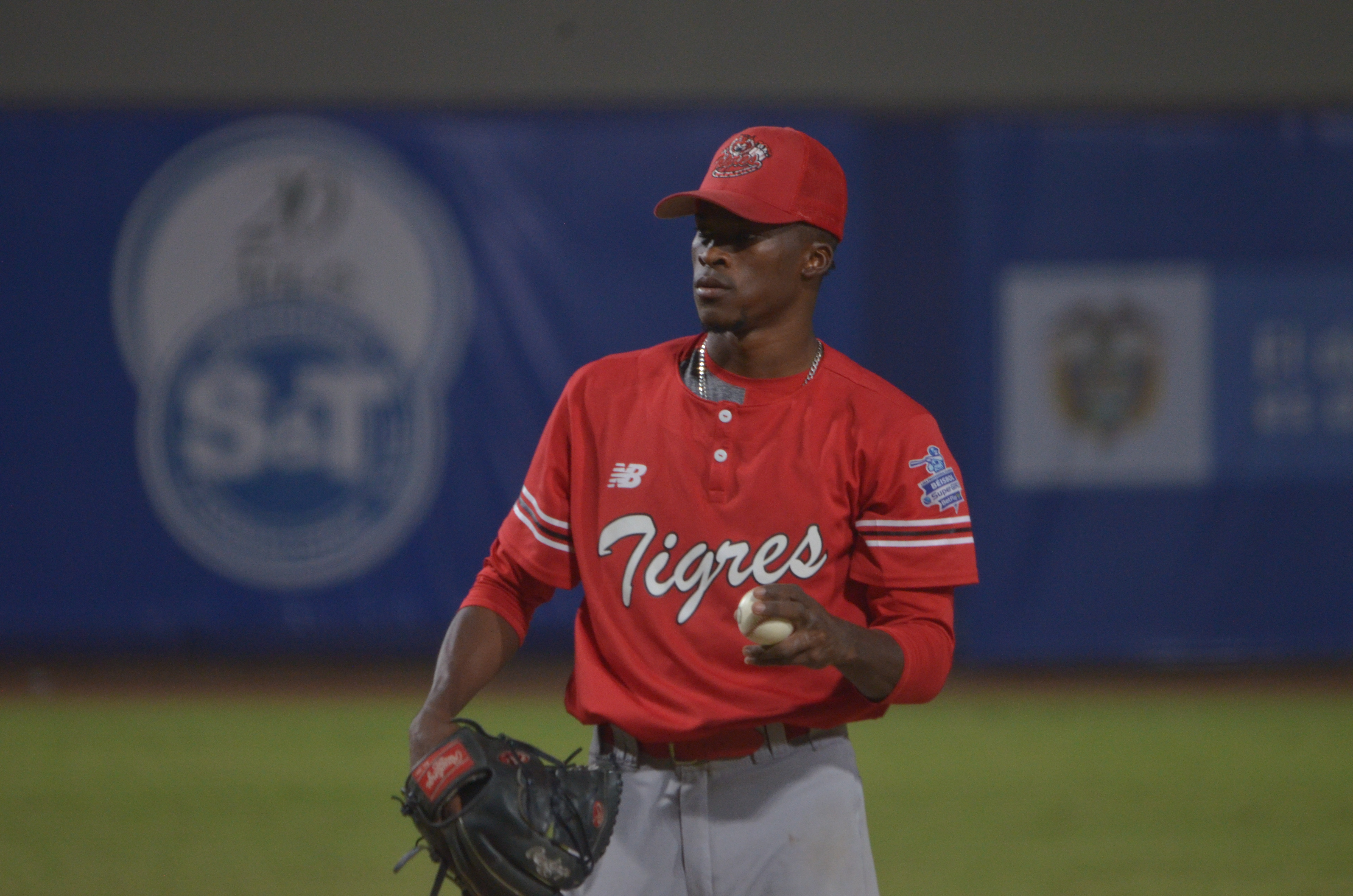
Reiver Sanmartín con Tigres de Cartagena

Reiver José Sanmartín (María La Baja, Bolívar, 15 de abril de 1996) es un beisbolista colombiano que se desempeña como lanzador, actualmente juega para la organización de los Rojos de Cincinnati.

## Carrera en la MLB

### Rangers de Texas (Ligas Menores)
El 2 de julio de 2015, Sanmartín firma con los Rangers de Texas. Con la organización texana dura hasta el año 2017 cuando el 20 de noviembre es cambiado por el lanzador Ronald Herrera de los Yankees de Nueva York. 

### Yankees de Nueva York (Ligas Menores)
Con la organización neoyorquina dura dos años en la que estuvo en las diferentes divisiones de Clase A, llegando incluso estar en Doble A con el equipo Trenton Thunder.
El 21 de enero de 2019 junto al lanzador Sonny Gray son enviados a los Rojos de Cincinnati por el segunda base Shed Long Jr. y consideraciones futuras. En las menores de los Yankees tuvo récord de cinco victorias y 7 derrotas con efectividad de 2.87 en carreras limpias permitidas.

### Rojos de Cincinnati
En las menores con Cincinnati, ese año estuvo en Clase A Avanzada con el equipo Daytona Tortugas y después en Doble A con el equipo Chattanooga Lookouts donde estuvo hasta el 26 de mayo de 2021 cuando fue ascendido a Triple A con el equipo Louisville Bats.
En Doble A tuvo dos victorias sin derrotas con efectividad de 0.50 en carreras limpias permitidas.
El 26 de septiembre de 2021 se dio a conocer que Sanmartín abrirá el juego de Cincinnati frente a los Piratas de Pittsburgh que sería lunes 27 de septiembre.
Obtuvo su primer triunfo en su debut y es el primer colombiano en lograrlo en Grandes Ligas.
Sanmartín fue enviado a Triple A tras cuatro derrotas sin victorias.
En el 2023, Sanmartín se pierde el resto de la temporada por cirugía Tommy John, tras actuar en solo 14 juegos con el equipo.

## Números usados en las Grandes Ligas
- 52 Cincinnati Reds (2021-2023)

## Estadísticas en Grandes Ligas
Estas son las estadísticas en Grandes Ligas.
| Año   | Equipo          | Liga | Juegos | W | L | W-L   | ERA  | SV | K  |
| ----- | --------------- | ---- | ------ | - | - | ----- | ---- | -- | -- |
| 2021  | Cincinnati Reds | NL   | 2      | 2 | 0 | 1.000 | 1.54 | 0  | 11 |
| 2022  | Cincinnati Reds | NL   | 45     | 4 | 4 | .500  | 6.32 | 0  | 47 |
| 2023  | Cincinnati Reds | NL   | 14     | 1 | 0 | 1.000 | 7.07 | 0  | 13 |
| TOTAL |                 |      | 61     | 7 | 4 | .636  | 5.77 | 0  | 71 |

## Ligas Invernales
Equipos en los que actuó por las diferentes Ligas Invernales.
| Equipo                                      | Liga                                                   | País                               | Temporada |
| ------------------------------------------- | ------------------------------------------------------ | ---------------------------------- | --------- |
| Indios de Mayagüez                          | Liga de Béisbol Profesional Roberto Clemente           | Bandera de Puerto Rico             | 2018-19   |
| Tigres de Cartagena Caimanes de Barraquilla | Liga Profesional de Béisbol Colombiano                 | Bandera de Colombia                | 2020-21   |
| Estrellas Orientales                        | Liga de Béisbol Profesional de la República Dominicana | Bandera de la República Dominicana | 2021-22   |
| Caimanes de Barranquilla                    | Liga Profesional de Béisbol Colombiano                 | Bandera de Colombia                | 2022-23   |
| Caimanes de Barranquilla                    | Liga Profesional de Béisbol Colombiano                 | Bandera de Colombia                | 2024-25   |